# Jalmar Sjöberg
Jalmar Sjöberg (ur. 31 marca 1985 w Teckomatorp) – szwedzki zapaśnik startujący w stylu klasycznym w kategorii do 120 kg. Brązowy medalista mistrzostw świata (2009), a także srebrny medalista Mistrzostw Europy (2007).
Podczas Igrzysk Olimpijskich w Pekinie zajął 5. miejsce, przegrywając pojedynek o brązowy medal z Armeńczykiem Jurijem Patrikiejewem.
Zdobył trzy medale na mistrzostwach nordyckich w latach 2003 - 2009. Mistrz świata juniorów w 2005 roku.